# (400319) 2007 TB356
(400319) 2007 TB356 es un asteroide perteneciente al cinturón de asteroides, descubierto el 11 de octubre de 2007 por el equipo del Lulin Sky Survey desde el Observatorio de Lulin, Zhongshan, República Popular China.

## Designación y nombre
Designado provisionalmente como 2007 TB356.

## Características orbitales
2007 TB356 está situado a una distancia media del Sol de 2,421 ua, pudiendo alejarse hasta 2,843 ua y acercarse hasta 2,000 ua. Su excentricidad es 0,173 y la inclinación orbital 8,475 grados. Emplea 1376,54 días en completar una órbita alrededor del Sol.

## Características físicas
La magnitud absoluta de 2007 TB356 es 17,6.